# Идеальный голос
«Идеальный голос» (англ. Pitch Perfect) — американская музыкальная комедия режиссёра Джейсона Мура, сценарий к которой написала Кэй Кэннон. Картина основывается на книге Мики Рэпкина «Пой идеально: Погоня за славой вокалиста а капелла». Премьера состоялась 24 сентября 2012 года.

## Сюжет
Во время финала ICCA 2011 года в Линкольн-центре женская а капелла группа из университета Бардена «Барденские Беллы» проиграла своим соперникам, мужской группе Бардена, так как участницу группы Обри Поузен стошнило на сцене в середине её соло. Спустя четыре месяца новоприбывший студент университета Бардена Бека Митчелл не хочет учиться в колледже, но вынуждена, так как профессором университета является ее отец, с которым у Беки сложились напряженные отношения. Бека хочет вместо учебы продолжить карьеру в качестве музыкального продюсера в Лос-Анджелесе. Она тратит своё время на мэшап песен и проходит стажировку на школьной радиостанции, где знакомится с первокурсником Джесси Суонсоном.
На ярмарке талантов университета Беку приглашают присоединиться к «Беллам» старшекурсницы и два лидеры группы Обри и Хлоя Бил, но она отказывается. Отец Беки, профессор литературы, заставляет ее выбрать какой-нибудь курс. Позже Хлоя обнаруживает талант Беки к пению и убеждает ее пройти прослушивание. Бека неохотно проходит прослушивание, впечатляя Хлою, и присоединяется к «Беллам» (несмотря на открытое неодобрение Обри) с Синтией Роуз Адамс, Стейси Конрад, Лилли Онакурамарой и Патрицией «Жирной Эми» Хобарт. Тем временем Джесси присоединяется к «Триальтинам».
«Беллы» участвуют в отборе ICCA 2012, где, по настоянию Обри, они выполняют то же попурри, которое помогла «Беллам» выйти в финал в прошлом году. Несмотря на их избитый репертуар, группе удаётся занять второе место, попав в полуфинал. После соревнований «Беллы» пытаются остановить потасовку между «Триальтинами» и «Тонхэнгерами», группой выпускников студии а капелла. Бека и Жирная Эми случайно разбивают окно трофеем «Триальтинов», в результате приезжают полицейские и арестовывают Беку. Выйдя из полицейского участка, Бека встречает Джесси, но узнаёт, что он втянул её отца в непртятности, что вызывает раскол между Бекой и отцом. Также Бека ругает Джесси.
Бека пытается убедить «Белл» быть более смелыми, но Обри настаивает на том, что они победят с их традиционным репертуаром. На полуфинале ICCA Бека вставляет импровизированный Bulletproof, в то время как другие исполняют The Sign, надеясь оживить толпу, которая, кажется, потеряла интерес. После представления Обри отчитывает Беку за импровизацию, а также обвиняет ее в том, что она встречается с участником «Триальтинов» Джесси. Нарушение этого правила наказывается изгнанием из «Белл». Джесси пытается вступиться за Беку. Но Бека, расстроенная неблагодарностью Обри и Джесси, огрызается на них обоих и покидает «Белл».
Несмотря на то, что импровизация Беки впечатлила судей и зрителей, «Беллы» не попадают в финал из-за третьего места после «Триальтинов» и The Footnotes. Однако сосед по комнате Джесси Бенджи Эплбаун узнает, что лидер The Footnotes Тимоти является учеником средней школы, и сообщает об этом, что приводит к дисквалификации The Footnotes и выходу «Белл» в финал.
После весенних каникул Бека пытается извиниться перед Джесси за грубость, но он не хочет слушать, говоря, что она отталкивает всех, кто заботится о ней. Во время репетиции «Белл» Хлоя восстает против упрямства Обри, разжигая драку из-за камертона. Тем не менее, Бека возвращается, извиняется перед «Беллами» за смену репертуара без разрешения Обри во время полуфинала и просит дать второй шанс. После того, как все «Беллы» разговаривают по душам, Бека возвращается в группу, и Обри передает свою половину руководства Беке.
Тем временем лидер «Триальтинов» Бампер Аллен покидает группу после того, как ему предложили работу в качестве бэк-вокалиста Джона Мейера. Когда Бампер уходит, Джесси убеждает «Триальтинов» позволить Бенджи присоединиться к группе вместо Бампера. Бенджи не попал в группу во время предыдущего прослушивания.
В финале «Беллы» исполняют современную песню, аранжированную Бекой, которая включает в себя Don’t You (Forget About Me), песню из «Клуба „Завтрак“», одного из любимых фильмов Джесси. Это действует как более эффективное извинение, и после представления Бека и Джесси целуются. «Беллы» побеждают «Триальтинов» и выигрывают национальный чемпионат. Через шесть месяцев проходит прослушивание для новых участников.

## В ролях
| Актёр            | Роль                  |
| Барданские Беллы | Барданские Беллы      |
| ---------------- | --------------------- |
| Анна Кендрик     | Бека Митчелл          |
| Бриттани Сноу    | Хлоя Бил              |
| Анна Кэмп        | Обри Поузен           |
| Ребел Уилсон     | Жирная Эми (Патриция) |
| Хана Мэй Ли      | Лили Онакурамара      |
| Эстер Дин        | Синтия Роуз Адамс     |
| Алексис Кнапп    | Стейси Конрадт        |
| Келли Джейкл     | Джессика              |
| Шелли Регнер     | Эшли                  |

| Актёр                | Роль                    |
| -------------------- | ----------------------- |
| Скайлар Эстин        | Джесси Суонсон          |
| Бен Платт            | Бенджи Эплбаун          |
| Адам Дивайн          | Бампер Аллен            |
| Уткарш Амбудкар      | Дональд                 |
| Джон Бенжамин Хикки  | Доктор Митчелл          |
| Джон Майкл Хиггинс   | Джон Смит               |
| Элизабет Бэнкс       | Гейл Абернати МакКадден |
| Фредди Строма        | Люк                     |
| Кристофер Минц-Пласс | Томми                   |
| Кетер Донохью        |                         |

## Саундтрек
| №                   | Название | Музыка                                                | Длительность |
| ------------------- | --- | ----------------------------------------------------- | ------------ |
| 1.                  | «Don't Stop the Music» | The Treblemakers                                      | 3:06         |
| 2.                  | «Let It Whip» | The Treblemakers                                      | 2:25         |
| 3.                  | «Since U Been Gone» | Эстер Дин, Скайлар Эстин                              | 2:27         |
| 4.                  | «Cup Song» | Анна Кендрик                                          | 1:17         |
| 5.                  | «Riff Off: Ladies of the '80s (Mickey; Like a Virgin; Hit Me with Your Best Shot); Songs About Sex: Let's Talk About Sex; I'll Make Love to You; Feels Like the First Time; No Diggity» | The Barden Bellas, The Treblemakers, The BU Harmonics | 3:45         |
| 6.                  | «Bellas Regionals: The Sign; Eternal Flame; Turn the Beat Around» | The Barden Bellas                                     | 2:40         |
| 7.                  | «Right Round» | The Treblemakers (feat. My Name Is Kay)               | 3:18         |
| 8.                  | «Pool Mashup: Just the Way You Are (Amazing); Just a Dream» | The Barden Bellas                                     | 1:39         |
| 9.                  | «Party in the U.S.A.» | The Barden Bellas                                     | 1:04         |
| 10.                 | «Trebles Finals: Bright Lights Bigger City; Magic» | The Treblemakers                                      | 2:34         |
| 11.                 | «Bellas Finals: Price Tag; Don't You (Forget About Me); Give Me Everything; Just the Way You Are; Party in the U.S.A.; Turn the Beat Around»                                            | The Barden Bellas                                     | 3:39         |
| 12.                 | «Toner (Instrumental Suite)» | Композиторы и продюсеры: Кристоф Бек и Марк Килиан    | 2:56         |
| Общая длительность: | Общая длительность: | Общая длительность:                                   | 30:50        |